# Aforismo à deriva
Aforismo à deriva é um termo que descreve a ampla atribuição errônea de citações e aforismos ditas por figuras obscuras a figuras mais famosas, geralmente de seu período de tempo, com o objetivo de que essa citação ganhe mais notoriedade e/ou valor.
Nos primórdios, o aforismo à deriva era replicado boca a boca. Com o advento da internet, à princípio através de e-mails e mais recentemente com as redes sociais, elas passaram a se disseminar de forma mais ampla e rápida. O presidente da Câmara dos EUA, Paul Ryan, por exemplo, erroneamente creditou a Winston Churchill o ditado: "Americans will always do the right thing-- after exhausting all the alternatives" ("Os americanos sempre farão a coisa certa - depois de esgotarem todas as alternativas").
Em 2006, a escritora Cora Rónai publicou o livro "Caiu na rede: os textos falsos da internet que se tornaram clássicos de Millôr Fernandes, Luis Fernando Veríssimo, Arnaldo Jabor, João Ubaldo Ribeiro, Caetano Veloso, Jorge Luis Borges, Carlos Drummond de Andrade, Gabriel García Márquez, e muitos outros", no qual ela cita vários aforismos à deriva.

## Exemplos de Afosimos à deriva
Exemplo
“Isto é para os loucos. Os desajustados. Os rebeldes. Os criadores de caso. Os que vêem as coisas de forma diferente. (…) Enquanto alguns os vêem como loucos, nós vemos gênios. Porque as pessoas que são loucas o suficiente para pensarem que podem mudar o mundo, são as que de fato o fazem”.— Jack Kerouac
Citação erroneamente atribuída à Jack Kerouac. Já apareceu também atribuída a Steve Jobs. A citação foi dita por Rob Siltanen e Ken Segal em um texto que faz parte da campanha “Think Different”.
Exemplo
“Eu discordo do que você diz, mas defenderei até a morte o seu direito de dizê-lo”.— Voltaire
Conforme o livro "They Never Said It: A Book of Fake Quotes, Misquotes, and Misleading Attributions", Voltaire nunca disse tal frase. Na verdade ela foi retirada de sua biografia. Sob o pseudônimo de Stephen G. Tallentyre, a autora teria criado esta sentença para resumir o pensamento do filósofo.

## Ver Também
- Aforismo